# Škola (Hůrky)
Budova školy v Hůrkách se nachází ve vesnici Hůrky, části města Lišov v okrese České Budějovice v Jihočeském kraji. Od roku 2023 je chráněnou kulturní památkou. Je menší, ale významnou, unikátně dochovanou stavbou s historizujícími fasádami a prvky secese, kterou v roce 1905 vyprojektoval a následně i postavil architekt a stavitel Josef Pfeffermann.

## Historie

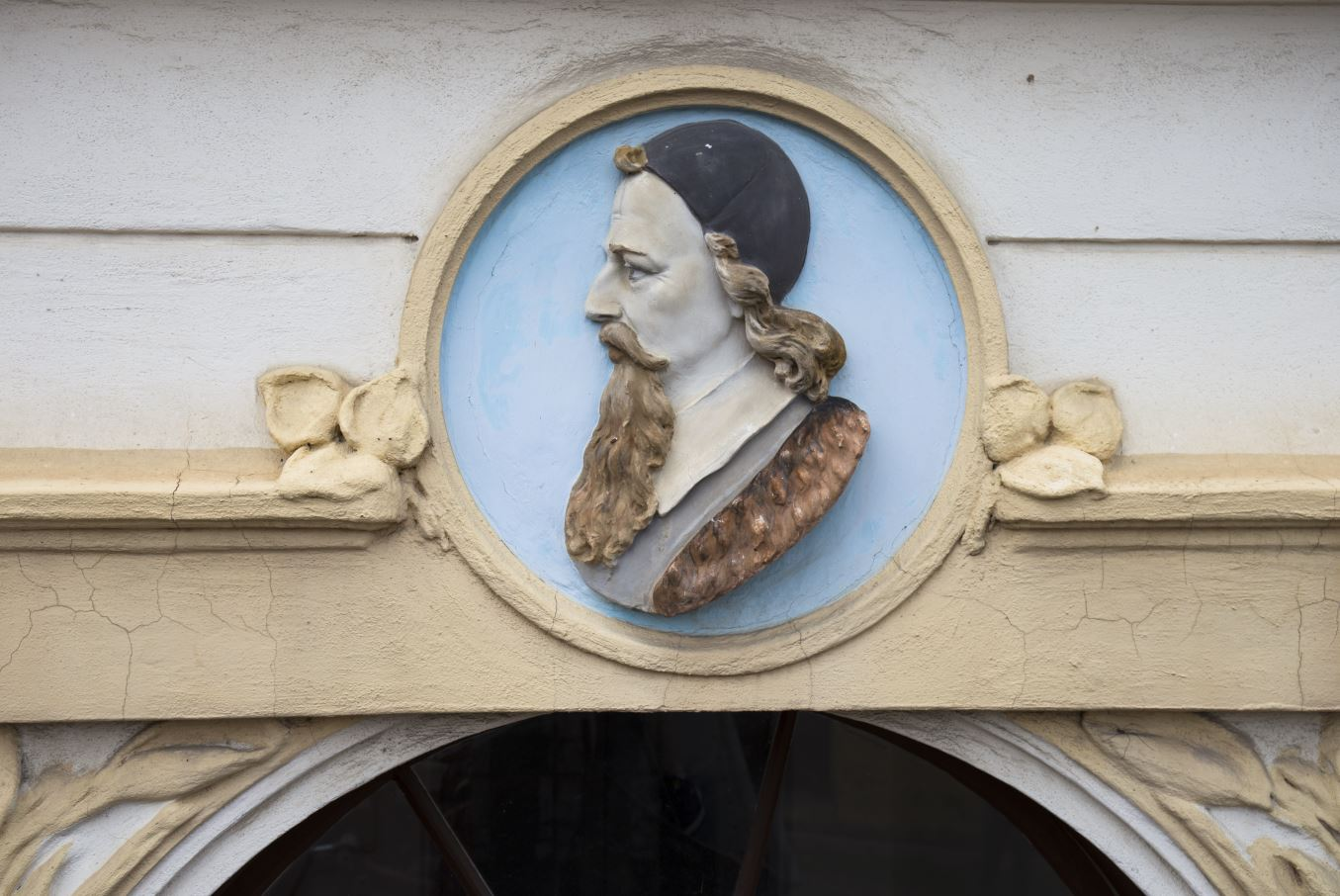
Polychromovaný medailon J. A. Komenského nad hlavním vchodem

První iniciativa ke zřízení samostatné školy v Hůrkách vznikla roku 1901, následujícího roku schválilo zastupitelstvo plán na zřízení vlastní školy obecné. Zemská školní rada zřízení školy povolila až roku 1904. Stavba nové školní budovy byla zadána staviteli Josefu Zárubovi-Pfeffermannovi, který v letech 1898–1912 působil jako civilní inženýr a stavitel v Českých Budějovicích. Stavba byla zahájena v dubnu 1905 a během pěti měsíců byla v srpnu 1905 ukončena. Pro tehdejší obec Hůrky znamenala stavba školy značnou finanční zátěž, ale místní samospráva byla odhodlána do své školy investovat vše. Zastavila kvůli tomu dokonce veškeré obecní jmění. „Při stavbě školní budovy obec Hůrky nelitovala žádných výloh, neboť všichni občané chtěli míti školu krásnou a všemi nutnými pomůckami školními opatřenou.“ Školní budovu vysvětil dne 3. září 1905 soběslavský děkan František Šachl, rodák z Hůrek. Místně příslušný lišovský děkan Ludvík Kazda odmítl vysvěcení budovy provést z důvodu umístění reliéfu J. A. Komenského nad hlavním vchodem do školy.
Roku 1907 byla otevřena druhá třída a při škole fungovalo venkovní cvičiště. Roku 1923 navštěvovalo školu 28 dětí v 1. třídě a 32 dětí ve 2. třídě. Koncem druhé světové války se ve škole ubytovali němečtí uprchlíci z východu, ale hned po jejich odchodu mohla být 18. května 1945 obnovena výuka. Škola byla tehdy organizována jako trojtřídní. 
Školní výuka byla ukončena po 68 letech v roce 1973 na žádost okresního národního výboru. Žáci opět dojížděli do Lišova, kde byla postavena nová spádová škola. 
Budova hůrecké školy nadále sloužila, a to jako kanceláře místního národního výboru, knihovna, kulturní místnost, klubovna, výčep nebo posilovna. Od roku 2015 byly prostory využívány k veřejným spolkovým akcím, ještě předtím k dílnám pro děti.
Až do roku 2024 nebyly provedeny žádné zásadní úpravy, které by způsobily nevratné změny, ani jiným způsobem nebyla snížena architektonická, výtvarná ani historická hodnota. Pouze v roce 1933 byly vyměněny některé dveře a okna a byla postavena kůlna v zadním traktu. Roku 1951 byly provedeny nejnutnější opravy krovu a krytiny a roku 1959 bylo postaveno před školou zábradlí.

## Popis

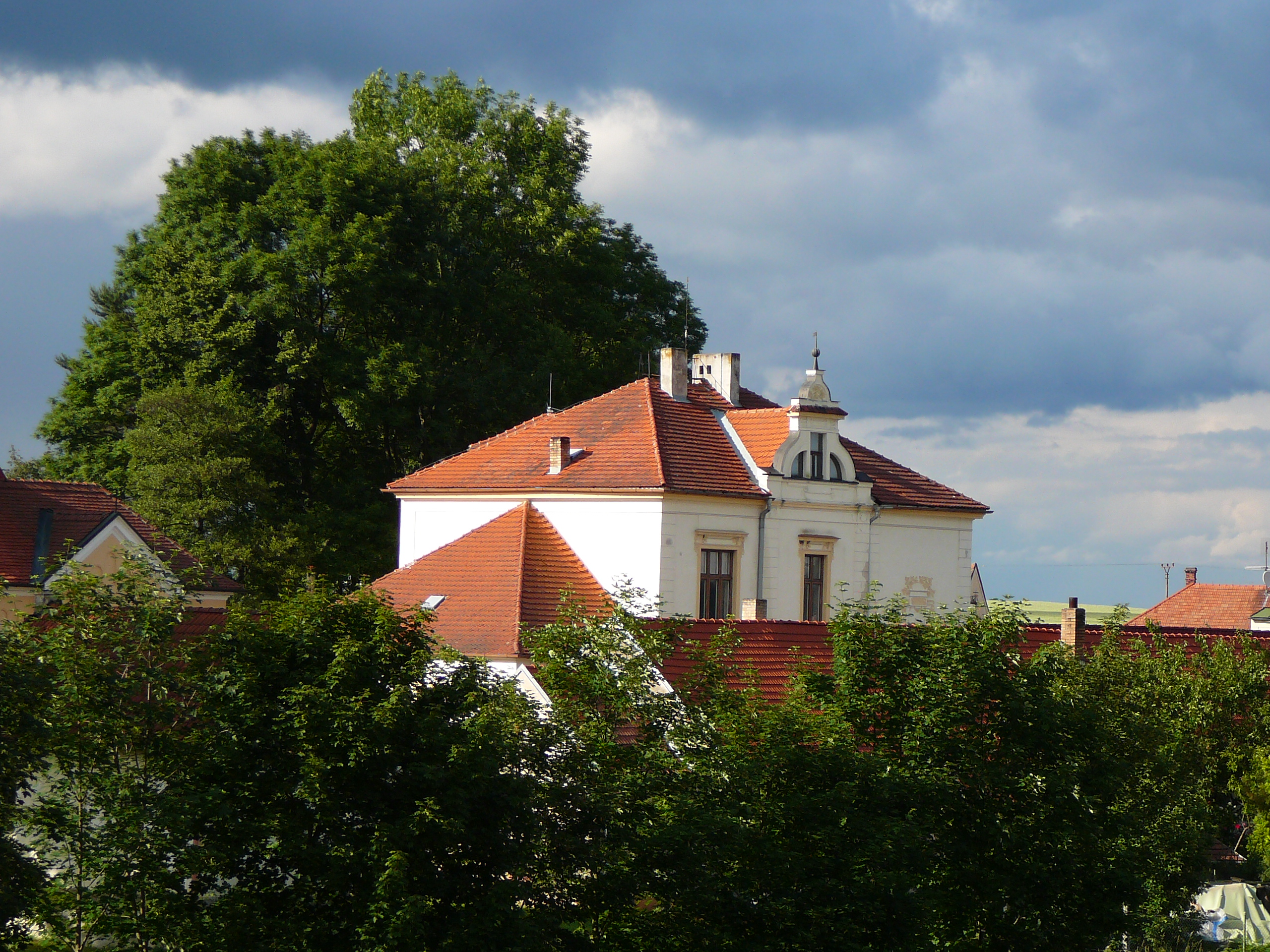
Školní budova od jihozápadu

Objekt bývalé Obecné školy v Hůrkách představuje jedinečný příklad venkovské malotřídky. Vzhledem k vesnickému prostředí překvapuje poměrně náročným architektonickým řešením, pro něž lze v podobných podmínkách hledat jen těžko srovnání. Téměř vše je zachováno v původní hmotové skladbě i dispozičním řešení, se značným podílem původních konstrukcí, stavebních prvků a detailů.

### Exteriér
Stavbu tvoří hlavní patrová část s učebnami a přízemní západní částí s bytem, původně pro řídícího učitele. Obě části jsou završeny valbovými střechami, objekt je v celém rozsahu půdorysu klenutě podsklepen. Mezi učebnami a bytem se nachází schodišťový prostor s hlavním vstupem, před nímž bývaly tři žulové schody (při pozdější úpravě přilehlého chodníku jeden schod zanikl). Za hlavním vstupem je malý prostor a kamenné vyrovnávací schodiště do úrovně zvýšeného přízemí. Na podlaze se dochovala původní cementová dlažba v červenobílé mozaikové kombinaci s úzkou černou bordurou. Napravo od schodiště je umístěna spodní třída, nalevo potom dva suché záchody, opatřené jednokřídlými svlakovými dveřmi, jež jsou v dnešní době skutečnou raritou, a další menší zázemí pro učitele. Na historizující hmotě venkovské školní stavby prosadil Pfeffermann secesní formální aparát, patrný, kromě dekorativních plastických prvků fasády, i na výrazném kruhovém nadsvětlíku hlavních vstupních dveří. O náročnosti stavby, s ohledem na okolnosti vzniku a místní podmínky, svědčí také uplatnění reliéfní výzdoby s polychromovaným medailonem Jana Amose Komenského.

### Interiér

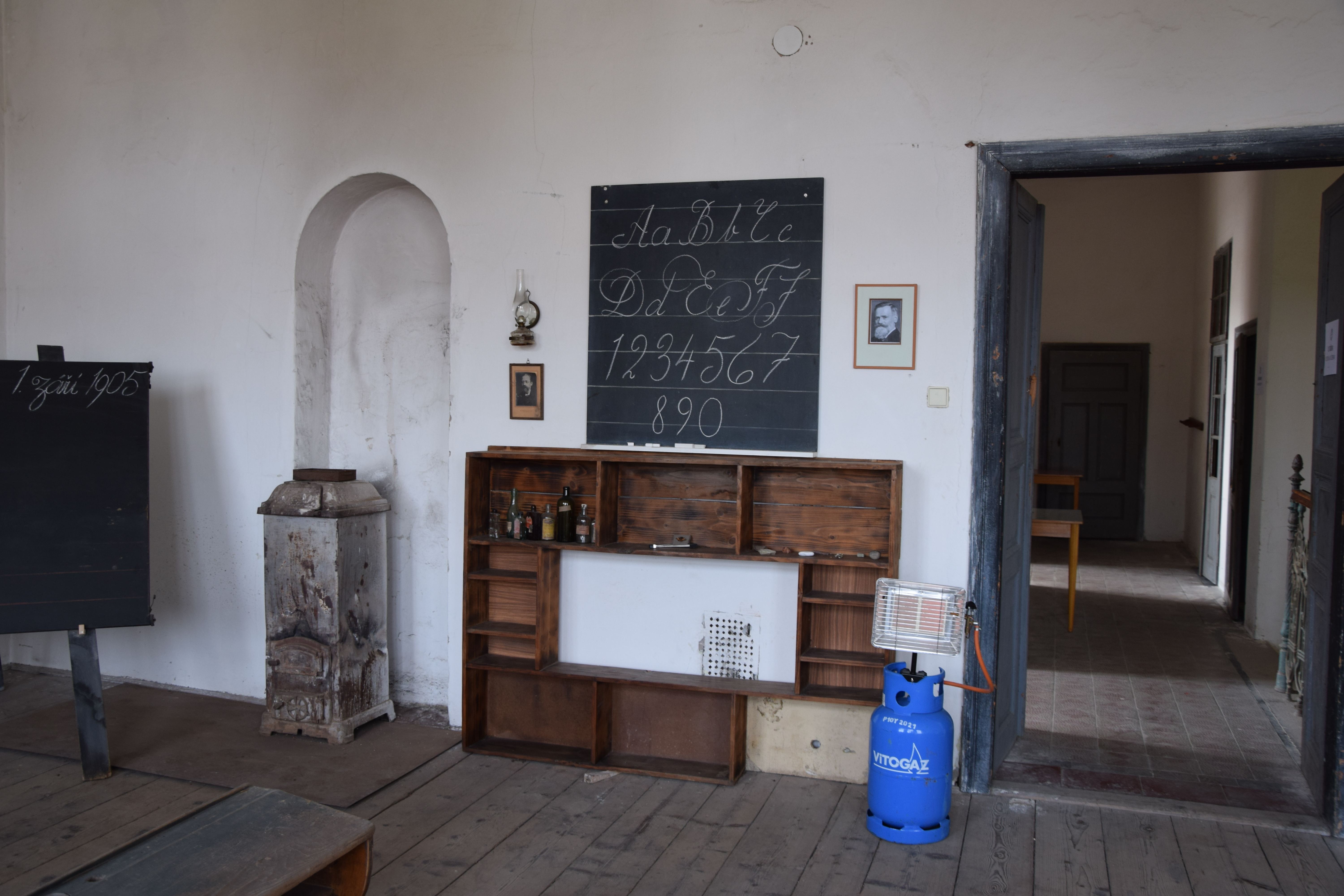
Horní třída

Mezi dolní třídou a bytem řídícího, sestávajícího z ložnice, obýváku s kuchyní a sociálního zázemí, je úzká spojovací chodba zakončená dveřmi. Byt má další samostatný vchod zvenku a až do roku 2022 skutečně sloužil k bydlení. Z přízemí vede dvouramenné kamenné schodiště do patra, jeho zábradlí je tvořeno kovovými rozvilinovými sloupky kotvenými do jednotlivých stupňů a dřevěným madlem. Kovové sloupky zábradlí mezi patrem a půdou mají odlišný tvar oproti sloupkům mezi přízemím a patrem, obrys je více geometrický. První patro navazuje na dispozici přízemí. Přímo nad spodní třídou je třída horní. Vedle kabinet, učebna a záchodky do dvora. Všechny místnosti mají prkennou podlahu. Chodba končí dveřmi na půdu nad bytem řídícího. V objektu se dochovala také řada dílčích i drobných řemeslných prvků, zejména dvoukřídlé interiérové dveře, mosazné kliky, typově odpovídající klikám z konce 19. století, a bambulkové závěsy dveří (kliky se dochovaly v omezeném množství). Nad prvním patrem je půda se zachovanými půdovkami (půdní dlažbou). Budova školy je významným dokladem historického vývoje školství na venkově.[nenalezeno v uvedeném zdroji]

## Historické souvislosti
Školní objekt čp. 71 s pozemkem se nachází přibližně ve středu vsi při silnici vedoucí z Lišova na Lomnici nad Lužnicí. Ke stavbě školy se místní rozhodli z určitých pohnutek a důvodů. Hůrecké děti docházely do sousedního Lišova, kam zároveň odcházely vysoké poplatky na vydržování tamější školy. Takový stav trval celá desetiletí a na přelomu 19. a 20. století to vedení obce shledalo jako nevyhovující. Proto tehdy vznikl nápad na školní osamostatnění. Proti záměru hůrecké obce se však ohradil jak sousední Lišov, tak vesnice Hrutov a Levín, čímž se stavba školy v Hůrkách o dva roky pozdržela. Přesto byla ke dni 2. prosince 1904 zřízena alespoň prozatímní hůrecká škola v budově hostince Václava Klaboucha čp. 7. Toto stavení, kromě zděné stodoly, již neexistuje, ale nacházelo se v místech dnešních bytových domů vedle mlýna. Zřízení nové školy bylo nakonec skutečně úřady povoleno, a to roku 1904. Představitelé obce museli být velmi odvážní, jelikož se pustili do stavby, kvůli které zadlužili veškerý obecní majetek. Podle tehdejšího pamětníka si doslova odtrhávali od úst, aby školu splatili. Okolo roku 1916 zaznamenal do rodové kroniky hůrecký starosta František Frolík slova určená jeho i budoucím generacím: „Byla to těžká práce, kterou jsem prodělal, avšak neminula se cíle, a přeji ze srdce, aby škola tato dávala ovoce národu i vlasti.“
K historii školy byla u příležitosti oslav jejího 110. výročí v roce 2015 vydána Spolkem pro Hůrky a venkov pamětní publikace. Oslavy se zúčastnila i poslední ředitelka školy, paní Marie Fricová z Lišova. V roce 2023, u příležitosti vzpomínkové akce Půl století od posledního zvonění v Hůrkách, pak vyšel péčí téhož spolku novinový almanach se vzpomínkami (většinou) žijících pamětníků. Setkání bývalých žáků a příznivců hůrecké školy tehdy zaštítil první náměstek hejtmana Jihočeského kraje, František Talíř, i Ministerstvo kultury České republiky, osobně se jej účastnil také pravnuk autora stavby Josef Záruba-Pfeffermann.

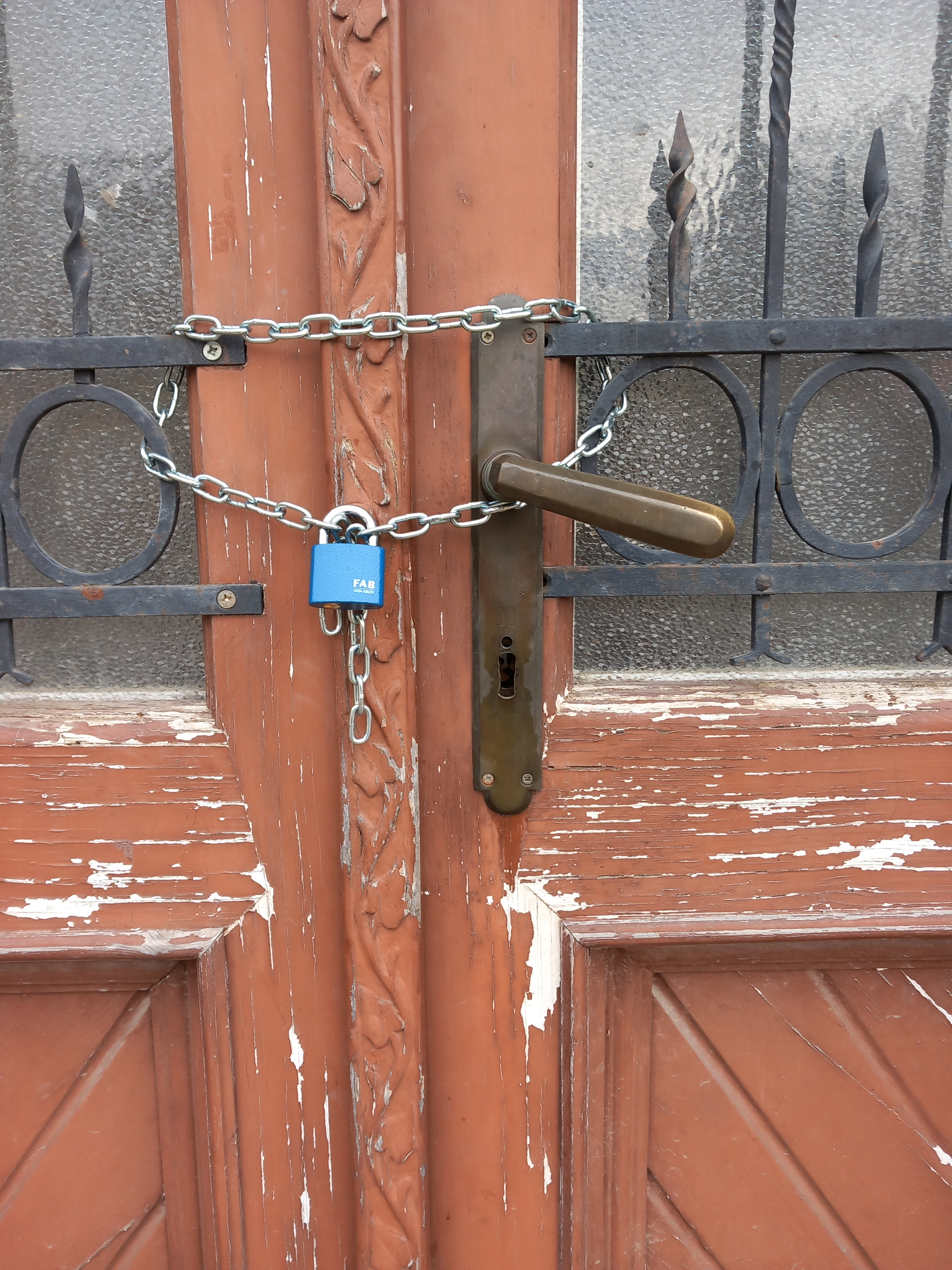
Vchod do budovy

Jedinečné hodnoty hůrecké školy potvrdilo také ministerstvo kultury, když ji 29. listopadu 2023 pravomocně prohlásilo za nemovitou kulturní památku. A to i přesto, že město Lišov, jako současný vlastník objektu, podalo ještě předtím rozklad proti předchozímu rozhodnutí. Předmětem rozkladu byl mimo jiné argument, že venkovskou školu v Hůrkách není třeba chránit už z toho důvodu, že od téhož autora je podobný objekt dochován v Českých Budějovicích. Podobným objektem je přitom myšlen rozsáhlý školní komplex, který v současnosti využívá obchodní akademie a zdravotní škola na Husově třídě. .[zdroj⁠?!]
Ke škole přitom byla zpracována koncepce udržitelného využití, kterou v květnu 2023 rozeslal všem zastupitelům města Lišov Spolek pro Hůrky a venkov.
Budova bývalé Obecné školy v Hůrkách zůstává pozoruhodně dochovaným objektem hned v několika rovinách. Z těch nehmotných je to sociální a citová vazba, tradice, uvědomění si vlastní svébytnosti a historie s morálním akcentem. Odkaz významného architekta i místních řemeslníků, kteří se na realizaci stavby spolupodíleli. Z těch hmotných pak vlastní neporušený objekt tvořící kulturní jádro vesnice. Objekt školy, který se ctí doplňuje jinak tak krátký seznam památkově chráněných školních budov v České republice. .[zdroj⁠?!]
Řídící učitelé
- Jan Houska, 1904–1905 (řídící učitel v prozatímní škole čp. 7)
- Jan Novák (1905–1926)
- Jan Faber, 1927
- Matouš Čížek (1927–1937)
- Božena Dvořáková (1937)
- Karel Škornička (1937–1938)
- Theodor Petr (1938–1951)
- Jan Kundrát (1951–1970)
- Marie Fricová (1970–1973)

## Galerie

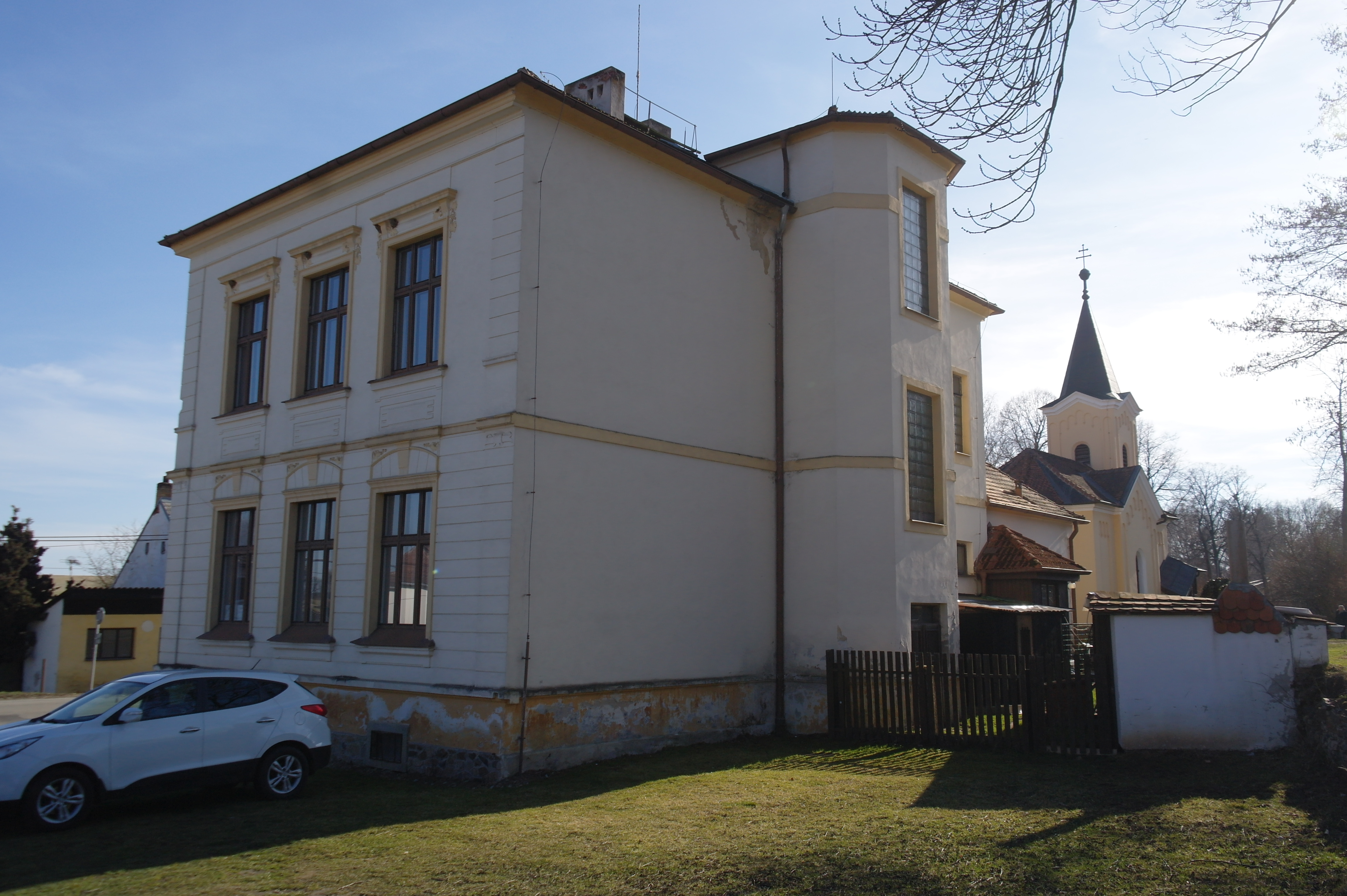
Zadní trakt školy
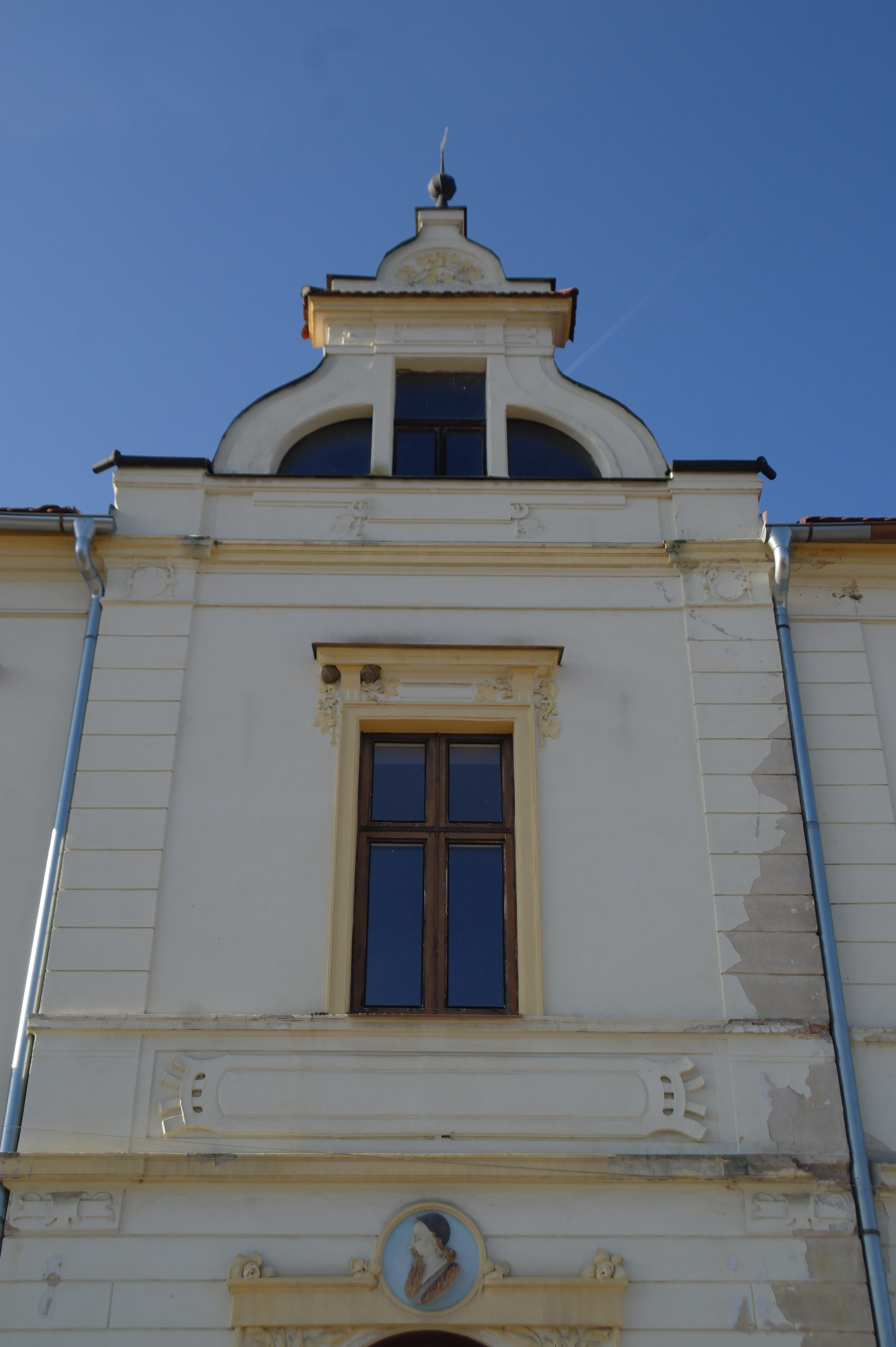
Štít s rostlinnými motivy
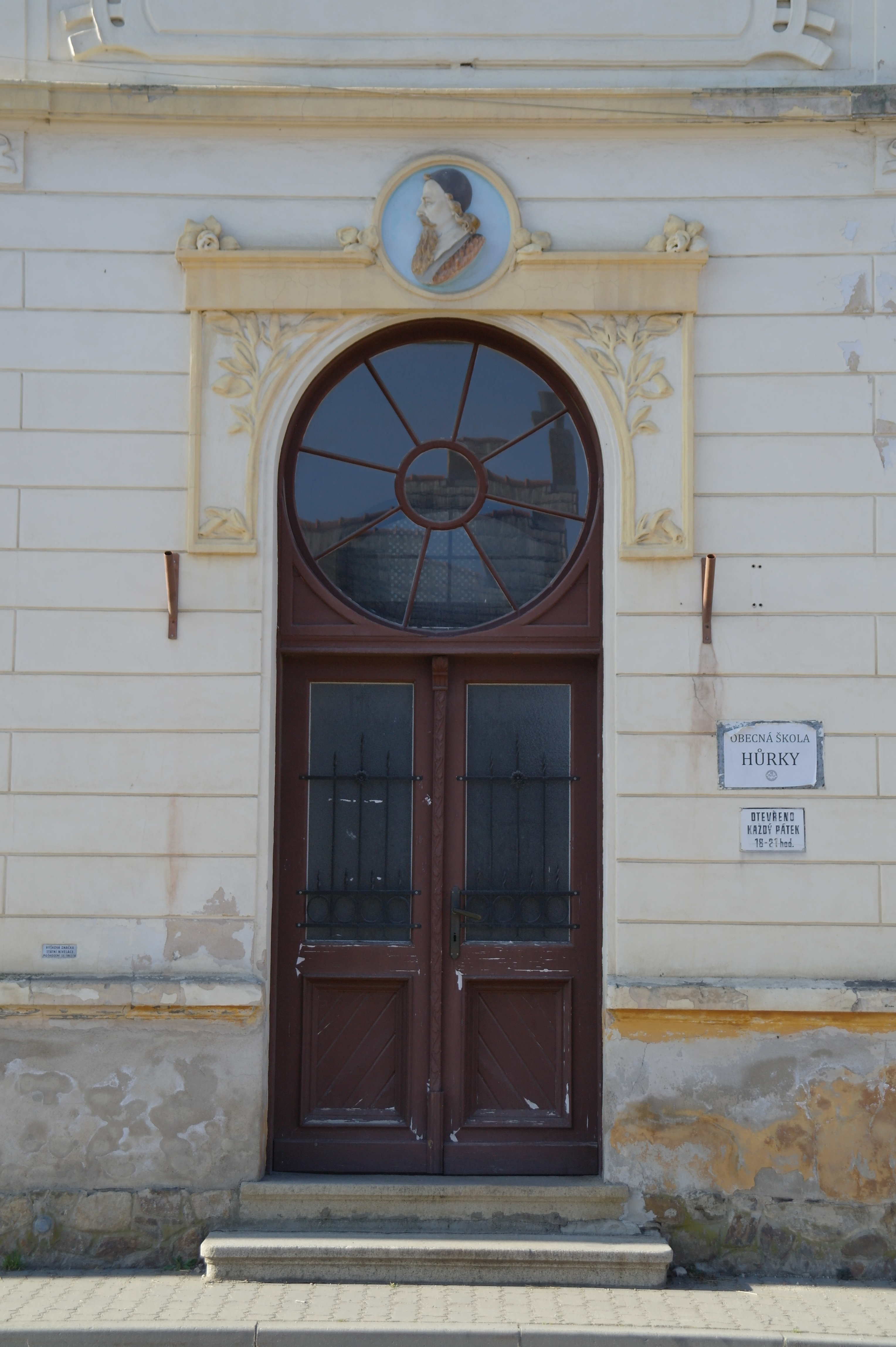
Původní dveře včetně zárubní a kování
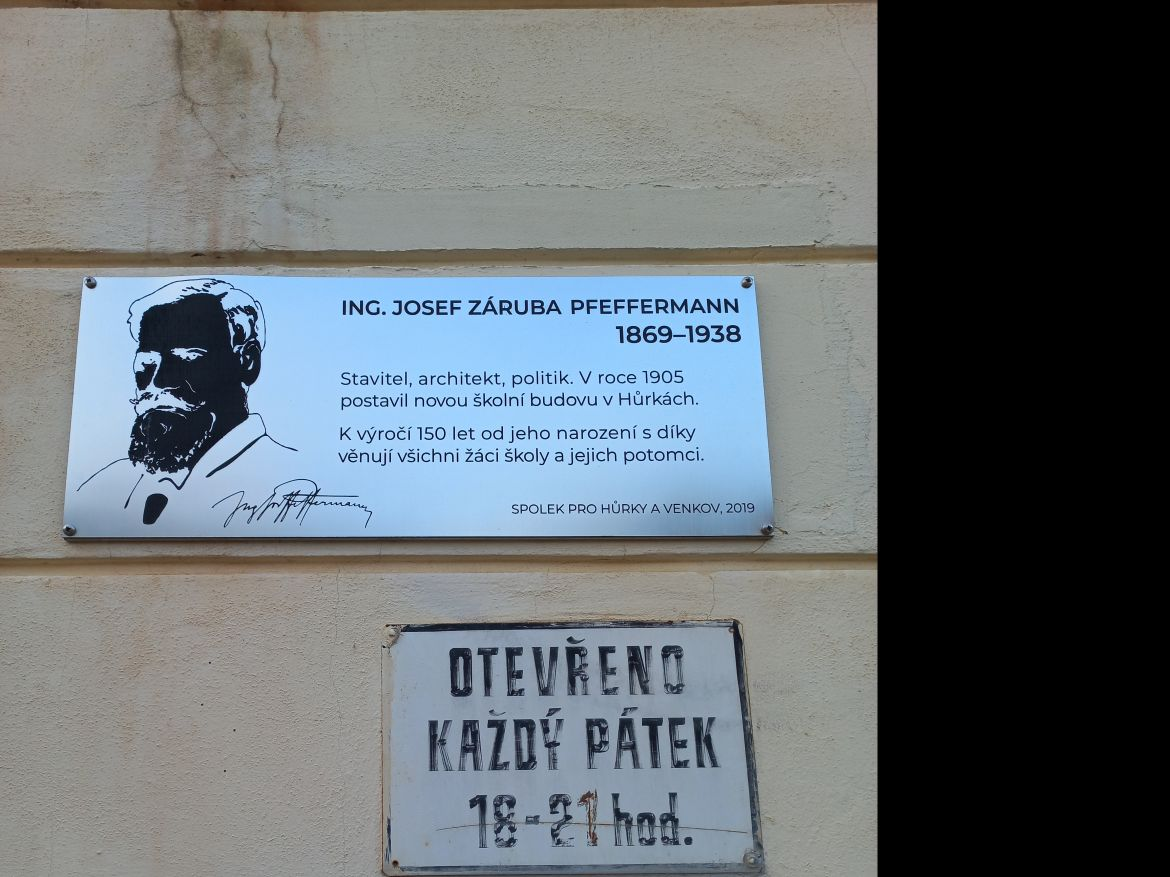
Pamětní deska architektu Josefu Zárubovi-Pfeffermannovi
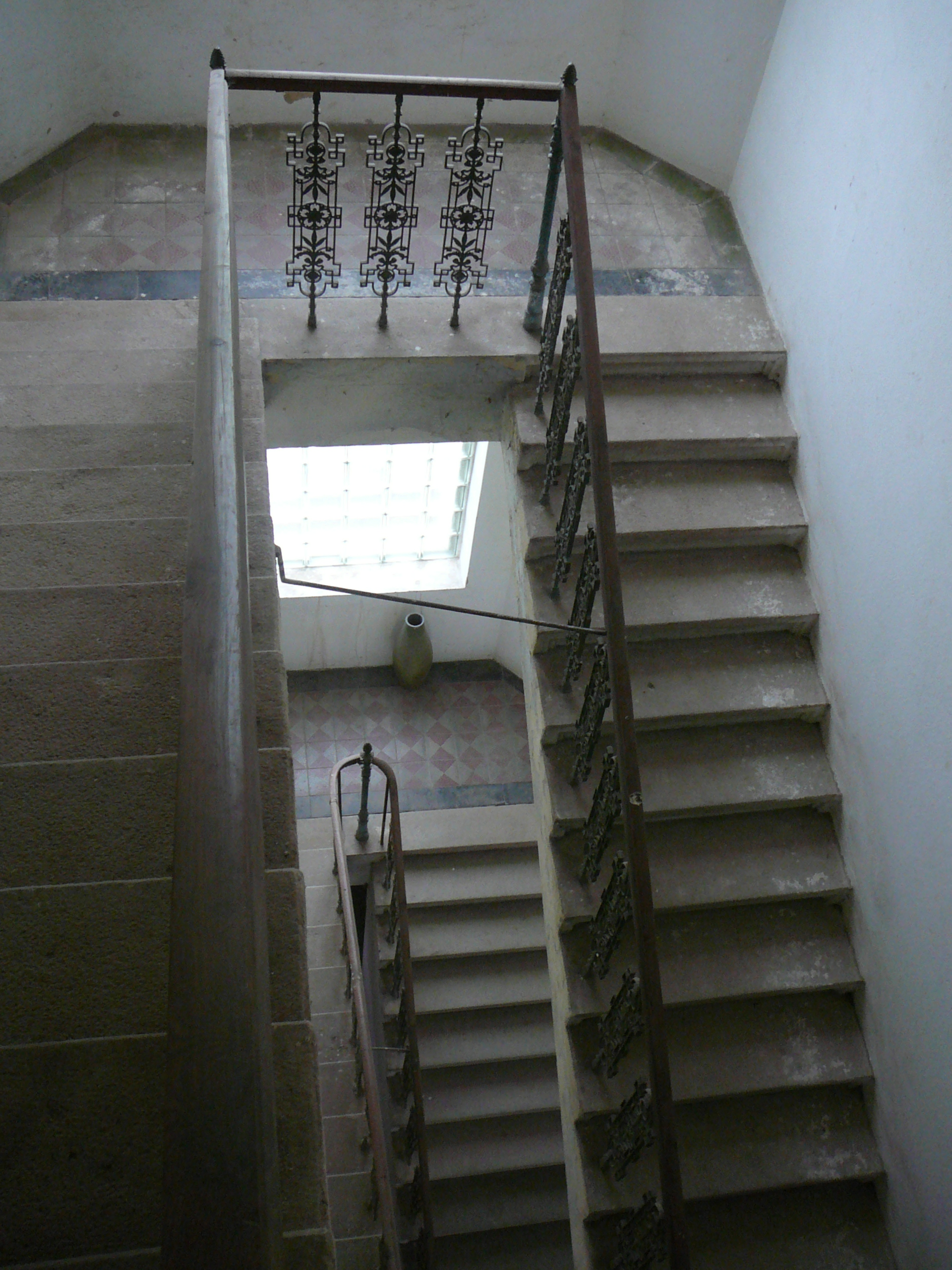
Kamenné schodiště s litinovým zábradlím, podesta s cementovou mozaikovou dlažbou